# Pośrednia Świstowa Ławka
Pośrednia Świstowa Ławka (słow. Prostredná Svišťová štrbina) – przełęcz znajdująca się w grani Świstowych Turni (fragmencie Świstowej Grani) w słowackiej części Tatr Wysokich. Jej siodło oddziela Wielką Świstową Turnię na południowym zachodzie od Pośredniej Świstowej Turni na północnym wschodzie. Podobnie jak na inne pobliskie obiekty, i na nią nie prowadzą żadne znakowane szlaki turystyczne.
Jest to druga z kolei przełęcz w grani Świstowych Turni, położona zaraz pod szczytem Pośredniej Świstowej Turni. Na północny wschód do doliny Rówienki opada z Pośredniej Świstowej Ławki urwisty, długi żleb kończący się w okolicy Łapszańskich Ogrodów. Z kolei na przeciwległą stronę, do Doliny Świstowej spada żleb kręty, krótki i prawdopodobnie łatwy do przejścia.

## Historia
Pierwsze wejścia, przy przejściu granią:
- Władysław Kulczyński junior, Mieczysław Świerz i Tadeusz Świerz, 6 sierpnia 1908 r. – letnie,
- Jan Červinka i František Pašta, 6 grudnia 1954 r. – zimowe.